# Aleksandr Averin
Aleksandr Dmítrievitx Averin (Александр Дмитриевич Аверин) (Bakú, 11 d'abril de 1954) va ser un ciclista soviètic d'origen azerbaidjanès. Competint com amateur va obtenir certes victòries de prestigi com la Volta a Iugoslàvia o la Cursa de la Pau.
És el pare del també ciclista Maksim Averin.

## Palmarès
- 1975
  - 1r a la Puchar Ministra Obrony Narodowej
- 1976
  -  Campió de l'URSS en cursa per etapes (Volta a la Unió Soviètica)
  - 1r a la Volta a Iugoslàvia i vencedor d'una etapa
  - Vencedor d'una etapa a la Volta al Marroc
  - Vencedor d'una etapa a la Volta a Eslovàquia
- 1977
  - Vencedor d'una etapa a la Cursa de la Pau
- 1978
  - 1r a la Cursa de la Pau i vencedor de 3 etapes
  - Vencedor de 3 etapes al Tour de l'Avenir
- 1979
  -  Campió de l'URSS en critèrium
  - Vencedor de 2 etapes a la Volta a Cuba
  - Vencedor de 2 etapes a la Volta a Iugoslàvia
  - Vencedor d'una etapa al Tour de l'Avenir
  - Vencedor de 3 etapes al Giro de les Regions
- 1980
  - Vencedor de 2 etapes a la Milk Race
  - Vencedor de 2 etapes a la Volta a Eslovàquia
- 1981
  - Vencedor d'una etapa a la Volta a Iugoslàvia
- 1982
  - 1r a la Volta a Toledo i vencedor de 2 etapes